# De Trinoom
De Trinoom is een openbare basisschool in Eindhoven waar wordt lesgegeven volgens de montessorionderwijsmethode. De school valt onder het bestuur van SALTO en vormt met Korein, Peuterplaza en sportbedrijf De Karpen het spilcentrum Don Boscostraat.

## Locatie
De Trinoom ligt in De Bergen, een wijk ten zuidwesten van het Eindhovens centrum. De buurt werd in de eerste helft van de 20e eeuw ontwikkeld voor onderwijsdoeleinden met bijbehorende faciliteiten en is thans een woonwijk. De school is aan het zuiden door een muur gescheiden van de Sint-Catharinakerkhof. Aan de noordzijde wordt het aan de overkant van de Don Boscostraat begrensd door een gemeentelijk monument dat strekt over de Deken van Somerenstraat 5-45 en de Don Boscostraat 1-3.

## Geschiedenis
De Trinoom werd in 1930 als nutsschool met montessorionderwijs opgericht. De school was gevestigd in een door Johan Wilhelm Hanrath en Paul Briët ontworpen schoolgebouw aan Akkerstraat 30, thans een gemeentelijk monument een paar honderd meter ten zuiden van De Trinooms huidige locatie.
Rond de 21e eeuwwisseling ontwikkelden zich plannen van de gemeente Eindhoven spilcentra te bouwen. Een scholencomplex aan de Don Boscostraat, een paar honderd meter ten noorden van De Trinooms toenmalige locatie, werd verbouwd tot zo'n spilcentrum en De Trinoom werd deel van het project: toen in 2009 de verbouwingswerkzaamheden gereed waren, is de school naar het spilcentrum verhuisd. Het achtergebleven pand aan de Akkerstraat is later omgebouwd tot een woningbouwcomplex.
In 2020 werd het 90-jarig bestaan van de school gevierd.

## Schoolconcept

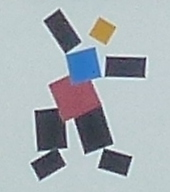
Schoollogo: een dynamische voorstelling van de trinoom

De naam van de school verwijst naar montessorimateriaal dat als ontwikkelingsmateriaal gebruikt wordt. Een trinoom is een kubus dat opgebouwd is uit kleine gekleurde blokjes. De kleuren van de kubussen raken elkaar zoals in het montessorionderwijs de onder-, midden- en bovenbouw ook met elkaar in verbinding zouden staan. In de logo van de Trinoom is dit materiaal uitgewerkt tot een dynamische voorstelling. Hiermee wordt gesymboliseerd dat de schoolgemeenschap in beweging is en mee wil gaan met de ontwikkelingen van de maatschappij en daarbij vasthoudt aan de kernwaarden vanuit het montessorionderwijs.
De Trinoom heeft als doel kinderen te begeleiden in hun eigen leerproces. Dit gebeurt in een omgeving waar ze actief de wereld ontdekken, passend bij de 21e-eeuwse vaardigheden. De nadruk wordt gelegd op vertrouwen en zelfvertrouwen, zelfstandigheid en samenwerken, kritisch denken en de ontwikkeling van creativiteit, het verwerven van kennis en het ontwikkelen van sociale vaardigheden. De missie van de school is om kinderen en leerkrachten de kans te geven zich te ontwikkelen en te ontdekken wie ze willen zijn.

## Muurschildering

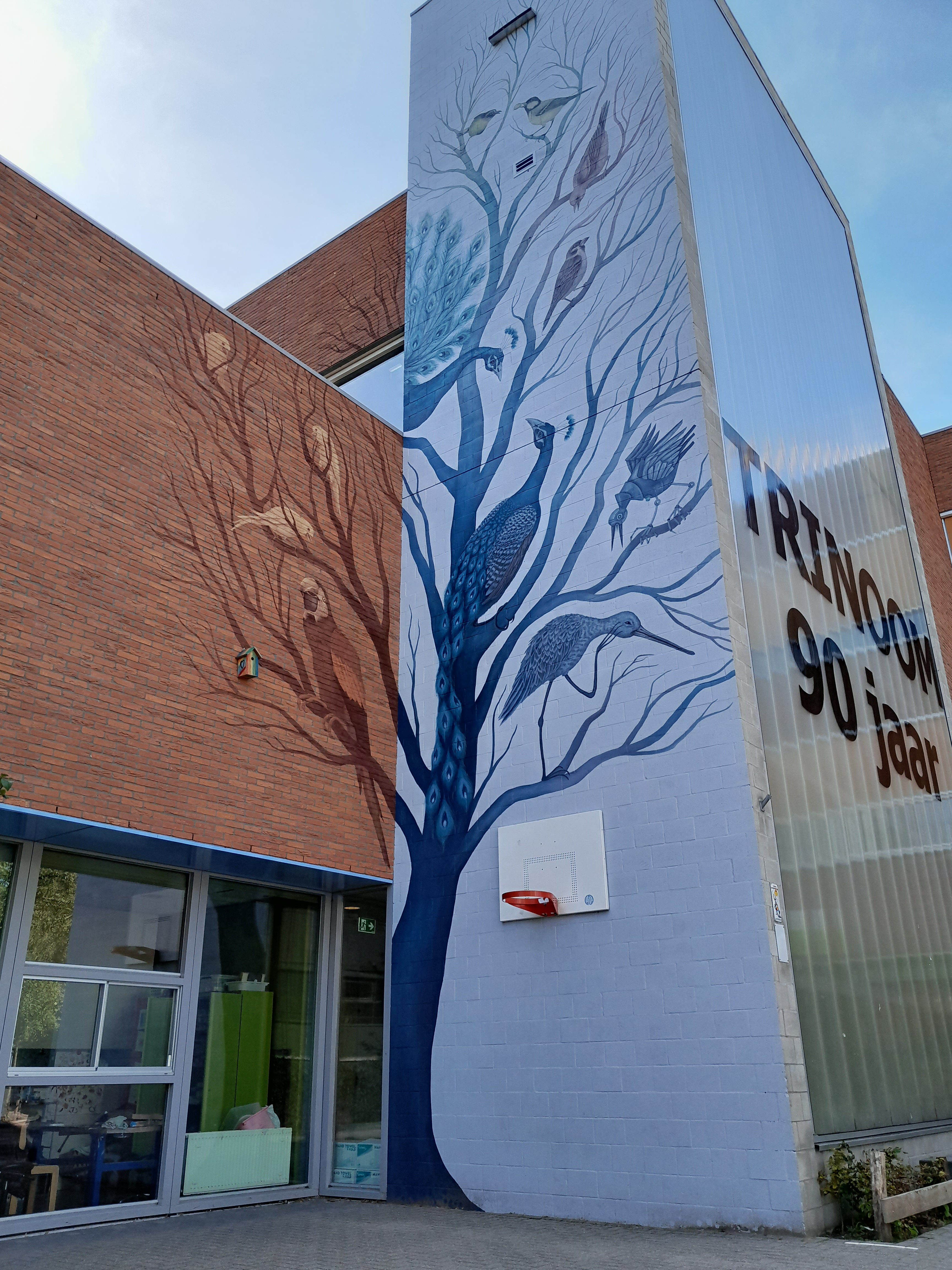
De muurschildering

De school heeft op de gevel van het trappenhuis een muurschildering van een levensgrote boom met daarin verschillende vogelsoorten. Het werd in 2022 door de kunstenares Jori van Boxtel gemaakt en is geïnspireerd op Vreemden en vrienden, een boek met fabels van Anja Frieling, waarin de betekenis van Eindhovenaar zijn centraal staat.

## Meer lezen
- Grouw, Sanne la, Onderwijsheld: Ellen Vreede, kleuterjuf op De Trinoom in Eindhoven. Eindhovens Dagblad (15 september 2023).